# Diocesi di Madison
La diocesi di Madison (in latino: Dioecesis Madisonensis) è una sede della Chiesa cattolica negli Stati Uniti d'America suffraganea dell'arcidiocesi di Milwaukee. Nel 2021 contava 291.680 battezzati su 1.073.723 abitanti. È retta dal vescovo Donald Joseph Hying.

## Territorio
La diocesi comprende undici contee situate nella parte meridionale e sud-orientale dello stato americano del Wisconsin: Columbia, Dane, Grant, Green, Green Lake, Iowa, Jefferson, Lafayette, Marquette, Rock e Sauk.
Sede vescovile è la città di Madison, dove si trova la cattedrale di San Raffaele (St. Raphael).
Il territorio si estende su 20.893 km² ed è suddiviso in 102 parrocchie.

## Storia
La diocesi è stata eretta il 22 dicembre 1945 con la bolla Ad animarum bonum di papa Pio XII, ricavandone il territorio dalle diocesi di Green Bay e di La Crosse e dall'arcidiocesi di Milwaukee.
Il 14 maggio 2005 la cattedrale di San Raffaele fu gravemente danneggiata da un incendio doloso. Nel 2007 è stato deciso di costruire una nuova cattedrale sul sito di quella vecchia, preservandone alcuni elementi caratteristici e aumentando la capienza della chiesa.

## Cronotassi dei vescovi
Si omettono i periodi di sede vacante non superiori ai 2 anni o non storicamente accertati.
- William Patrick O'Connor † (22 febbraio 1946 - 18 febbraio 1967 dimesso[1])
- Cletus Francis O'Donnell † (18 febbraio 1967 - 18 aprile 1992 ritirato)
- William Henry Bullock † (13 aprile 1993 - 23 maggio 2003 ritirato)
- Robert Charles Morlino † (23 maggio 2003 - 24 novembre 2018 deceduto)
- Donald Joseph Hying, dal 25 aprile 2019

## Statistiche
La diocesi nel 2021 su una popolazione di 1.073.723 persone contava 291.680 battezzati, corrispondenti al 27,2% del totale.
| anno | popolazione | popolazione | popolazione | presbiteri | presbiteri | presbiteri | presbiteri                | diaconi | religiosi | religiosi | parrocchie |
| anno | battezzati  | totale      | %           | numero     | secolari   | regolari   | battezzati per presbitero | diaconi | uomini    | donne     | parrocchie |
| ---- | ----------- | ----------- | ----------- | ---------- | ---------- | ---------- | ------------------------- | ------- | --------- | --------- | ---------- |
| 1950 | 90.517      | 474.630     | 19,1        | 173        | 140        | 33         | 523                       |         | 33        | 764       | 131        |
| 1966 | 172.864     | 687.158     | 25,2        | 272        | 216        | 56         | 635                       |         | 101       | 1.215     | 137        |
| 1970 | 192.754     | 771.016     | 25,0        | 249        | 199        | 50         | 774                       |         | 69        | 914       | 139        |
| 1976 | 205.298     | 821.192     | 25,0        | 236        | 190        | 46         | 869                       |         | 59        | 743       | 138        |
| 1980 | 215.255     | 861.020     | 25,0        | 245        | 198        | 47         | 878                       |         | 73        | 727       | 138        |
| 1990 | 240.965     | 963.860     | 25,0        | 215        | 186        | 29         | 1.120                     |         | 43        | 472       | 137        |
| 1999 | 260.817     | 885.562     | 29,5        | 170        | 151        | 19         | 1.534                     | 1       | 8         | 396       | 137        |
| 2000 | 262.298     | 894.307     | 29,3        | 160        | 145        | 15         | 1.639                     | 4       | 23        | 331       | 137        |
| 2001 | 264.536     | 903.212     | 29,3        | 164        | 151        | 13         | 1.613                     | 5       | 20        | 321       | 137        |
| 2002 | 266.396     | 917.645     | 29,0        | 159        | 146        | 13         | 1.675                     | 4       | 21        | 330       | 137        |
| 2003 | 268.123     | 983.308     | 27,3        | 164        | 150        | 14         | 1.634                     | 2       | 17        | 315       | 135        |
| 2004 | 269.556     | 947.699     | 28,4        | 164        | 151        | 13         | 1.643                     | 2       | 19        | 298       | 130        |
| 2013 | 282.444     | 1.017.792   | 27,8        | 150        | 131        | 19         | 1.882                     | 17      | 29        | 339       | 117        |
| 2016 | 284.625     | 1.037.522   | 27,4        | 142        | 130        | 12         | 2.004                     | 17      | 20        | 312       | 104        |
| 2019 | 288.000     | 1.060.208   | 27,2        | 144        | 133        | 11         | 2.000                     | 22      | 15        | 364       | 102        |
| 2021 | 291.680     | 1.073.723   | 27,2        | 146        | 135        | 11         | 1.997                     | 25      | 17        | 233       | 102        |